# Spirit Racing
Spirit Racing (kurz: Spirit) war ein Motorsportteam aus Großbritannien, das 1982 mit selbst konstruierten Autos in der Formel-2-Europameisterschaft antrat und von 1983 bis 1985 in der Formel-1-Weltmeisterschaft aktiv war. Sprit war der erste Rennstall, der Turbomotoren von Honda in der Formel 1 einsetzte. Das Team bestritt 23 Große Preise. Es erzielte keinen Weltmeisterschaftspunkt. Ein Neustart in der Formel-3000-Europameisterschaft blieb ebenfalls erfolglos.

## Entstehungsgeschichte
Spirit Racing wurde im August 1981 von Gordon Coppuck und John Wickham gegründet; beide waren zuvor Mitarbeiter des Rennwagenherstellers March Engineering gewesen. Anfänglich bestand eine enge organisatorische und auch wirtschaftliche Beziehung zu Honda. In der Fachliteratur besteht weitgehend Einigkeit darüber, dass Spirit Racing zielgerichtet mit Unterstützung von Honda gegründet wurde, um Honda und die japanischen Turbo-Motoren in die Formel 1 zu führen. Das vorgeschaltete Jahr in der Formel 2 war lediglich eine Durchlaufstation auf dem Weg in den Grand-Prix-Sport.
Äußeres Anzeichen für die frühzeitige Verflechtung von Spirit und Honda war der Umstand, dass Spirit Ende 1981 jene Werkshallen in Slough bezog, in denen zuvor das Honda-Werksteam für die Motorrad-Weltmeisterschaft gearbeitet hatte. Ein weiteres Indiz war die finanzielle Situation des Teams, die für einen neu gegründeten Rennstall in der Formel 2 ausgesprochen solide war. So war das Team nicht nur in der Lage, schon im ersten Formel-2-Rennen mit einem selbst entwickelten Auto anzutreten; darüber hinaus konnte es auch auf die Dienste des renommierten Designers John Baldwin zurückgreifen, der unmittelbar vom Formel-1-Team Mclaren abgeworben worden war. Schließlich war es möglich, für das erste Formel-2-Jahr zwei etablierte Fahrer zu verpflichten. Als Motivation für die frühzeitige Unterstützung wird angeführt, dass Honda zunächst mit einem kleinen, für die Weltmeisterschaft unbedeutenden Team Erfahrungen sammeln wollte, bevor der eigene Turbo-Motor in einem erfolgreichen Spitzenteam zum Einsatz kommen sollte.

## Spirit in der Formel 2

### Werksteam 1982

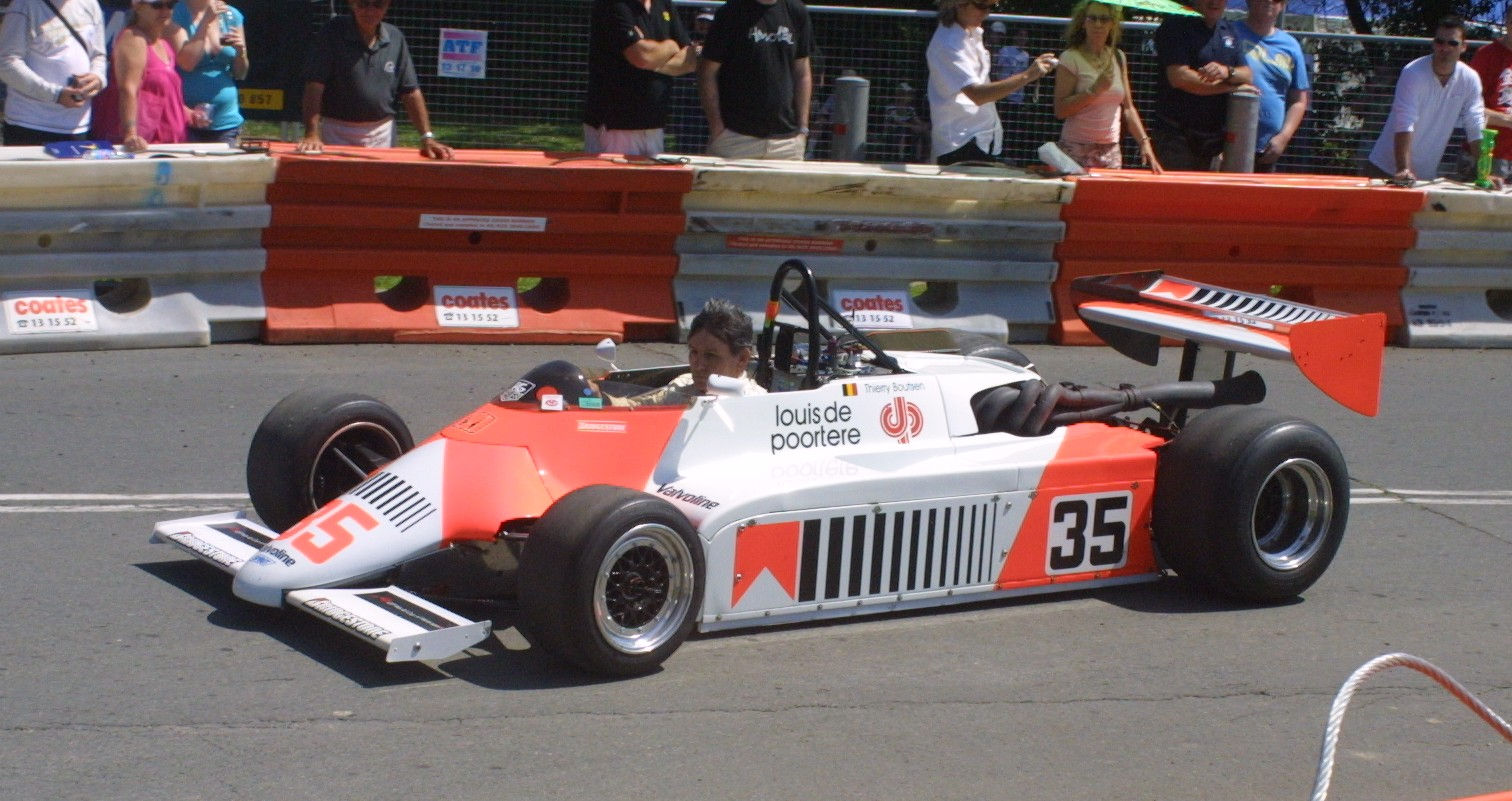
Spirit 201 Formel 2

1982 erschien das Marlboro Team Spirit in der Formel-2-Europameisterschaft. Das Team trat mit einem selbst entwickelten und selbst gebauten Fahrzeug an, dem Spirit 201. Der Wagen war von Gordon Coppuck und John Baldwin entwickelt worden. Er entsprach weitestgehend den zeitgenössischen Konstruktionsmerkmalen der Formel 1 und war von Anfang an so ausgelegt, dass er sowohl einen Honda-Formel-2-Motor als auch ein Formel-1-Triebwerk aufnehmen konnte. Als Antrieb für die Formel 2 diente ein V6-Motor von Honda-Wakou, der in identischer Form auch vom Ralt-Werksteam verwendet wurde. Spirit meldete zwei Fahrer: einerseits den Schweden Stefan Johansson, der nach einigen Einsätzen bei Shadow über Formel-1-Erfahrung verfügte, sowie den Belgier Thierry Boutsen, den Vize-Meister der Formel-2-Europameisterschaft 1981. Die ersten Tests mit dem Wagen wurden im Februar 1982 durchgeführt; ihnen folgte eine kontinuierliche Weiterentwicklung.
Der Spirit 201 war von Anfang an wettbewerbsfähig. Die Fahrer erzielten acht Pole-Positionen – mehr als jedes andere Team in dieser Saison – und drei Siege sowie eine Reihe weiterer Podiumsplatzierungen.
Bereits das zweite Rennen der Saison 1982 beendete Boutsen als Zweiter; den vierten Meisterschaftslauf, das ADAC-Eifelrennen auf dem Nürburgring, konnte er gewinnen. Den zweiten Sieg fuhr Boutsen bei seinem Heimatrennen, dem Grand Prix de Formule 2 Belgique in Spa-Francorchamps, ein, den dritten am Jahresende beim Gran Premio del Mediterraneo im sizilianischen Enna. Boutsen beendete die Saison als Dritter mit 50 Punkten und nur sieben Punkten Differenz auf den Meister Corrado Fabi. Stefan Johansson war weniger erfolgreich; sein bestes Ergebnis war ein dritter Platz beim Gran Premio del Mugello. Johansson erzielte 11 Meisterschaftspunkte und wurde in der Jahresabschlusswertung Neunter.

### Kundenfahrzeuge 1983 und 1984
In der Saison 1983 trat Spirit nicht mehr werksseitig in der Formel 2 an. Das Team war bereits damit beschäftigt, den Aufstieg in die Formel 1 vorzubereiten. Zwei Fahrzeuge des Typs 201 wurden an Jo Gartner verkauft, der sie im Winter 1982/1983 für den Einsatz eines BMW-Motors mit Heidegger-Tuning umbaute. Gartner setzte die Spirit-BMW in der Formel-2-Saison 1983 mit seinem Team Emco Sports für sich selbst sowie für den zahlenden Fahrer Fritz Glatz („Pierre Chauvet“) ein. Gartner konnte mit seinem Spirit den Grand Prix de Pau gewinnen. Auf dem Nürburgring wurde er Vierter und in Enna Fünfter; weitere Ergebnisse in den Punkterängen gab es nicht. Pierre Chauvet erzielte keine Meisterschaftspunkte. Emco Sports setzte auch 1984 noch einige Male die Spirit-BMW ein, teils für Gartner, der die Formel 2 in diesem Jahr in erster Linie als Vorbereitung für seinen Formel-1-Einsatz bei Osella betrieb, teils auch für Pierre Chauvet.

## Spirit in der Formel 1

### 1983

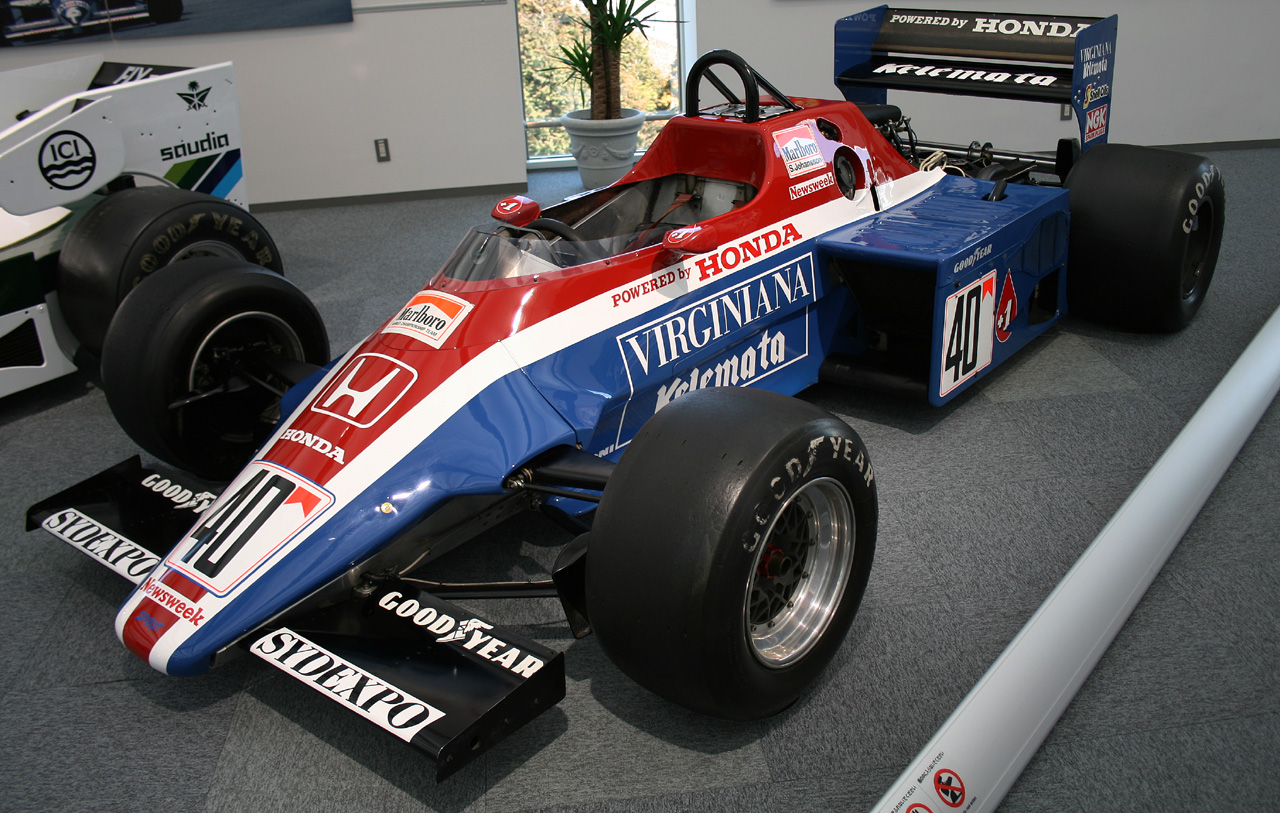
Spirit 201C

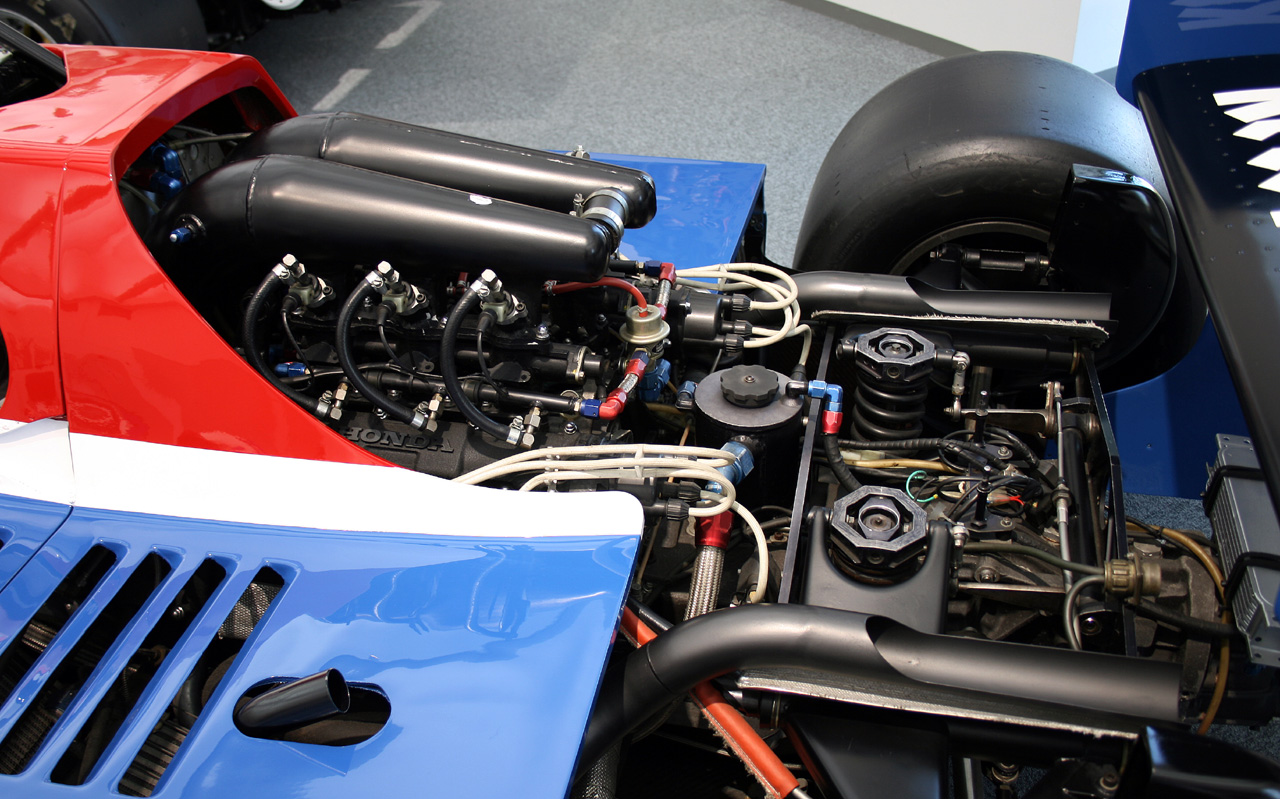
Hondas Turbomotor im Spirit 201C

1983 meldete sich Spirit Racing für die Formel-1-Weltmeisterschaft.
Spirit brachte Hondas Turbomotor in den Grand-Prix-Sport, einen Sechszylinder-V-Motor, der im Laufe des Jahres 1981 in Japan entwickelt worden war. Dem ersten Einsatz waren eingehende Tests vorausgegangen. Die ersten Gehversuche unternahm der Honda-Motor in einem umgebauten Spirit 201 (B73) im November 1982 auf der kalifornischen Rennstrecke Willow Springs mit Stefan Johansson und Thierry Boutsen am Steuer. In der Folgezeit wurden zahllose weitere Modifikationen an dem Motor vom Typ RA163E vorgenommen. Die Arbeit hielt auch an, als Spirit bereits an Formel-1-Läufen teilnahm; die Renneinsätze des Teams entsprachen nach Aussage von Johansson eher Praxistests und dienten nach seiner Ansicht vor allem dazu, den Motor unter verschiedensten Situationen einsatztauglich zu machen. Dafür sprach auch der Umstand, dass Spirit nicht mit einem neuen Auto zur Formel 1 antrat, sondern mit leicht modifizierten Fahrzeugen des Typs 201. Als Fahrer wurde Stefan Johansson gemeldet (Start Nr. 40); Thierry Boutsen hingegen fuhr in dieser Saison seine ersten Formel-1-Rennen für Arrows.
In der Formel 1 debütierte Spirit Racing anlässlich des Race of Champions in Brands Hatch im April 1983, dem letzten Formel-1-Rennen, das nicht zur Weltmeisterschaft zählte. Gemeldet wurde ein Auto unter der Bezeichnung Spirit 201/4; es handelte sich hierbei um einen der Wagen, die im Vorjahr in der Formel 2 eingesetzt worden waren. Das Auto hatte – abgesehen von der Einpassung des neuen Motors – kaum Änderungen erfahren. Johansson qualifizierte sich mit einem Rückstand von 19 Sekunden als Letzter. Im Rennen schied er nach nur vier Runden (als erster Teilnehmer) mit Motorschaden aus.
Der erste Weltmeisterschaftslauf, an dem Spirit Racing teilnahm, war der Große Preis von Großbritannien Mitte Juli 1983. Das Auto, mit dem das Team antrat, hieß nunmehr Spirit 201C. Es handelte sich dabei noch immer um die Formel-2-Konstruktion des Vorjahres; der Wagen war allerdings in der Zwischenzeit in einigen Details überarbeitet worden. Johansson qualifizierte sich für den 14. Startplatz (vor Nigel Mansell im Lotus und vor den Wagen von McLaren und Tyrrell); im Rennen allerdings schied er nach nur vier Runden mit defekter Benzinpumpe aus.
An den verbleibenden Rennen des Jahres nahm Spirit Honda regelmäßig (mit Ausnahme nur des Großen Preises von Südafrika am Jahresende) teil. Johansson konnte sich dabei mit beeindruckenden Zeiten immer wieder im Mittelfeld qualifizieren; der beste Startplatz war Position 13 beim Großen Preis von Deutschland. Die Rennen verliefen gemischt; mitunter schied Johansson wegen Technikdefekts – meist am Motor – aus; andererseits konnte er mit dem siebten Endrang beim Großen Preis der Niederlande ein Aufsehen erregendes Ergebnis einfahren.
Insgesamt sollte die Saison den Honda-Technikern die Möglichkeit geben, die Besonderheiten des Turbotriebwerks kennenzulernen. Dementsprechend gab es von Rennen zu Rennen größere Modifikationen, die sich mitunter auch auf das Auto auswirkten. Johansson beschrieb Auto und Motor später als „eine einzige große Baustelle, auf der rund um die Uhr gearbeitet wurde“.
Anfang Oktober 1983 gab es größere Änderungen. Honda kündigte an, in der Saison 1984 das Formel-1-Team von Williams mit Turbo-Motoren zu beliefern. Ein erster Vorbote der neuen Beziehung zeigte sich bereits beim Großen Preis von Südafrika 1983: Hier meldete Williams für seine Fahrer Keke Rosberg und Jacques Laffite einen völlig neuen Williams FW09, der erstmals statt des bisher verwendeten Ford-Cosworth-DFY-Saugmotors einen Honda-RA163E-Motor einsetzte. Rosberg qualifizierte sich als Sechster, Laffite als Zehnter. Rosberg kam als Fünfter ins Ziel und erreichte damit die ersten WM-Punkte für Honda als Lieferant von Turbomotoren.
Die Allianz mit Williams kam für die Manager des Spirit-Teams nicht überraschend; John Wickham und Gordon Coppuck hatten bereits seit Sommer 1983 davon gewusst. Allerdings gibt es Anzeichen dafür, dass sie gehofft hatten, als Juniorpartner auch weiterhin Honda-Motoren beziehen zu können. Dies ließ sich freilich nicht realisieren. Der Vertrag mit Williams sah eine Exklusivbelieferung des britischen Traditionsteams vor. Damit blieb Spirit Racing für die Zukunft zunächst ohne Motor zurück. Honda unterstützte Spirit allerdings für die Saison 1984 weiterhin finanziell; insbesondere ermöglichte Honda den Zugang zu Turbotriebwerken von Hart.

### 1984

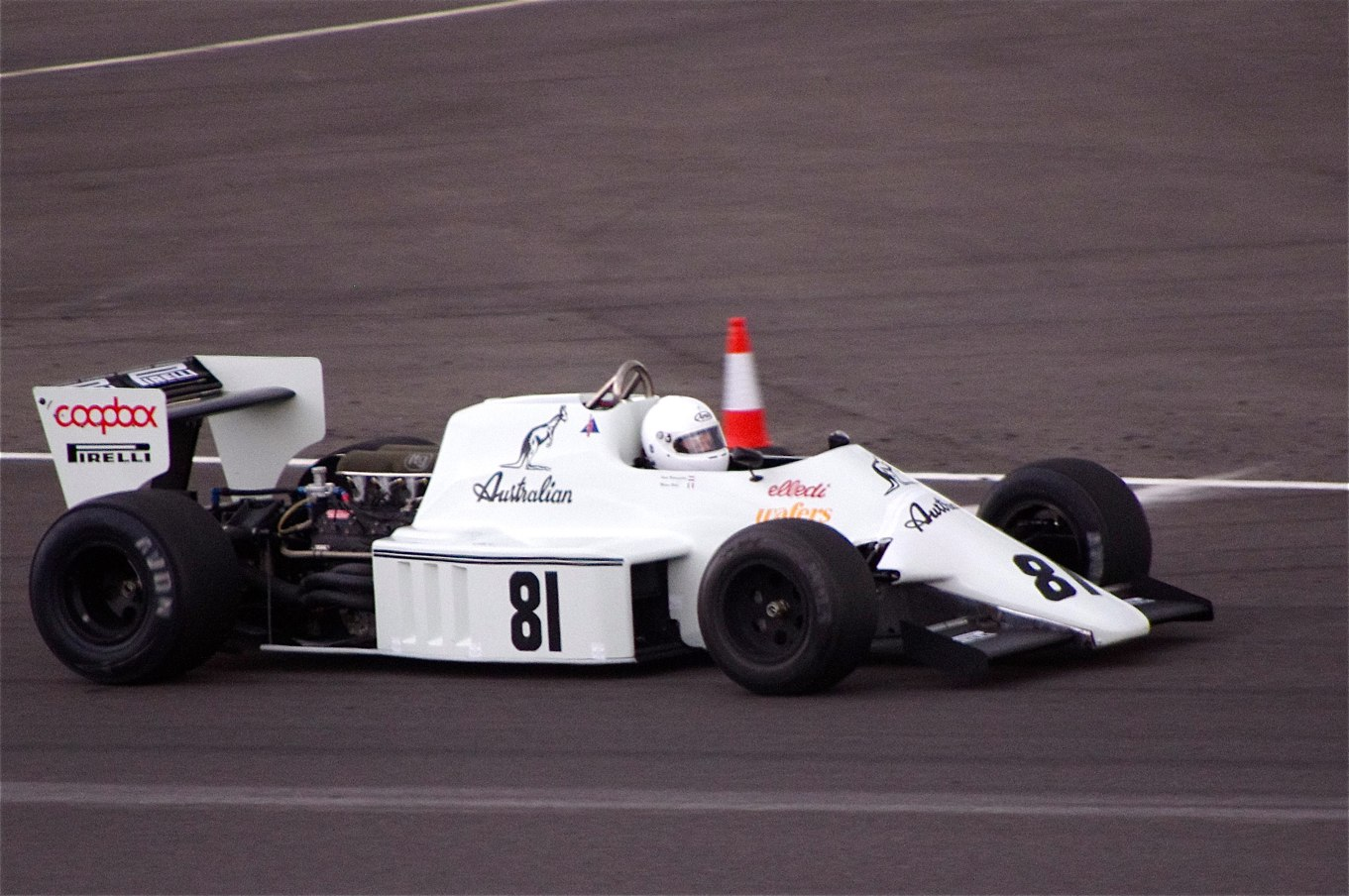
Spirit 101

John Wickham entschied sich trotz der Trennung von Honda, in der Formel 1 weiterzumachen. Für die Saison 1984 wurde ein neues Fahrzeug gemeldet, den Typ 101B. Der Wagen war bereits im Spätsommer 1983 als Spirit 101 entwickelt und aufgebaut worden, wurde aber zu keinem Rennen der Saison 1983 eingesetzt. Im Winter 1983/84 wurde er für die Aufnahme eines Hart-Triebwerks vom Typ 415 umgerüstet und erhielt die Bezeichnung 101B.
Die Fahrerfrage für 1984 wurde von finanziellen Gesichtspunkten bestimmt. Wunschpilot war Emerson Fittipaldi gewesen. Der Brasilianer unternahm im Februar 1984 einige Funktionstests für Spirit, allerdings hatte er Gehaltsvorstellungen, die Spirit nicht erfüllen konnte. Als Alternative verhandelte Wickham mit dem wohlhabenden Formel-2-Piloten Fulvio Ballabio, der ebenfalls testete, aber keine Superlizenz erhielt. Ballabio fuhr weiterhin in der Formel 2 und später in der Formel 3000 und unterhielt kurzzeitig ein eigenes Team namens Écurie Monaco, mit der er 1986 einen veralteten Wagen vom Typ Dywa meldete. Spirit Racing verpflichtete letzten Endes den Italiener Mauro Baldi, den Formel-3-Meister von 1981, der 1982 bei Arrows und 1983 bei Alfa Romeo einige Große Preise gefahren war. Baldi brachte ebenfalls einige Sponsorgelder mit. Allerdings zahlten seine Sponsoren unregelmäßig, sodass Spirit im Frühsommer in eine bedrohliche finanzielle Schieflage geriet. Als Folge daraus wurde Baldi ab dem Großen Preis von Kanada durch den niederländischen Debütanten Huub Rothengatter ersetzt, der bis zum Saisonende bei Spirit blieb.
Die Rennen verliefen unspektakulär; der Rennbetrieb war vielfach von Finanznot geprägt. Bei den amerikanischen Rennen spitzte sich die Lage zu. Zum Großen Preis der USA in Detroit verweigerte Brian Hart wegen ausstehender Rechnungen die Lieferung weiterer Motoren, sodass Spirit für dieses Rennen auf einen Saugmotor vom Typ Cosworth DFV zurückgreifen musste. Tatsächlich gelang es den Mechanikern, ein Exemplar des 101B in den wenigen Tagen zwischen dem Großen Preis von Kanada und dem Rennen in Detroit auf den Cosworth-Motor umzurüsten. Allerdings konnte man keinen Funktionstest mehr unternehmen. Das Auto erhielt die Bezeichnung Spirit 101C. Im Ergebnis konnte sich Rothengatter nicht zum Rennen qualifizieren, was auch das Ergebnis unglücklicher Umstände war. Zunächst löste im Qualifying der Feuerlöscher selbsttätig aus; danach blockierte das Getriebe, und schließlich ging der Motor kaputt, sodass er in den letzten Runden des Trainings nur noch mit vier statt mit acht Zylindern lief. Nach allem wies Rothengatter einen Rückstand von 8,9 Sekunden auf Nelson Piquet im Brabham und einen Rückstand von 1,1 Sekunden auf den letzten Qualifikanten (Piercarlo Ghinzani im Osella) auf. Zum Großen Preis von Dallas, der zwei Wochen später stattfand, trat das Team wieder mit dem 101B und dem bekannten Hart-Motor an.
In den verbleibenden Rennen gelang die Qualifikation wieder regelmäßig. Rothengatter schaffte sogar vier Zielankünfte (bei den Großen Preisen von Deutschland, Italien, Europa und Portugal), allerdings erreichte er nicht mehr als zwei achte Plätze.

### 1985
Im Winter 1984/1985 war nicht klar, ob Spirit Racing weiterhin in der Formel 1 würde antreten können. John Wickham erklärte daraufhin, sein Team werde möglicherweise an der Formel-3000-Meisterschaft teilnehmen. Tatsächlich gelang es ihm aber, Mittel aufzutreiben, die einen Formel-1-Einsatz für 1985 möglich werden ließen. Dies war wesentlich auf Mauro Baldi zurückzuführen, der zum Team zurückkehrte und wiederum Sponsoren mitbrachte. Er verdrängte damit Jo Gartner, mit dem Wickham ebenfalls gesprochen hatte, der aber weniger finanzielle Mittel zur Verfügung hatte als Baldi.
Zu den ersten Rennen meldete sich Spirit Racing mit einem Auto namens Spirit 101D. Hierbei handelte es sich um das bereits im Vorjahr eingesetzte Fahrzeug, das allerdings einige Änderungen erfahren hatte, insbesondere an der Positionierung der Kühler und der Radaufhängung. Ein neues Auto gab es nicht. Spirit Racing erklärte zwar, es werde an einem neuen Modell, dem Typ 102, gearbeitet, das im Frühjahr 1985 einsatzbereit sei. Tatsächlich ließ sich das aber nicht verwirklichen. Als Antrieb diente wiederum der Turbomotor von Hart, der sich auch in den Autos von RAM (Motorsport), Toleman und Beatrice-Lola fand. Das bereits 1980 konzipierte Triebwerk war inzwischen allerdings an seine Grenzen gestoßen und litt unter mangelnder Stabilität und zeigte eine Neigung zum Zusammenbruch – eine Folge aus dem Umstand, dass Hart, um mit der zunehmenden Leistung der Werksmotoren Schritt halten zu können, den Ladedruck immer mehr erhöhen musste. Mit der Kombination aus einem nicht mehr aktuellen Auto und einem überforderten Triebwerk kämpfte das Spirit-Team, dem zudem die Mittel für eine konsequente Weiterentwicklung fehlten, vor allem gegen die Saugmotorfahrzeuge von Tyrrell und Minardi sowie gegen die untermotorisierten Wagen von Osella.
Im Training zum ersten Rennen der Saison, dem Großen Preis von Brasilien, qualifizierte sich Baldi als Vorletzter. Er konnte den neuen, noch mit einem Cosworth-Motor ausgestatteten Minardi von Pierluigi Martini deutlich hinter sich lassen, hatte aber zum Drittletzten der Qualifikation – Stefan Johansson im Tyrrell mit Saugmotor – einen ebenso großen Abstand. Im Rennen platzte bereits in der siebenten Runde der Turbolader, sodass Baldi ausfiel. Beim Großen Preis von Portugal ging Baldi als 24. ins Rennen und schied nach 19 Runden infolge eines Fahrfehlers aus. Beim Großen Preis von San Marino in Imola qualifizierte sich Baldi mit 9,5 Sekunden Rückstand auf die Pole-Zeit von Ayrton Senna als Letzter. Selbst die letzten verbliebenen Saugmotor-Wagen, die Tyrrell von Martin Brundle und Stefan Bellof, waren eine halbe bzw. eine ganze Sekunde schneller gewesen. Im Rennen schied Baldi nach neun Runden mit Elektrikdefekt aus.
Nach diesem Rennen entschloss sich John Wickham, das Team aus der Formel 1 zurückzuziehen. Konkreter Anlass war – abgesehen von der schwierigen Lage und den finanziellen Mängeln – ein Angebot von Toleman, den Reifenvertrag von Spirit zu übernehmen. Toleman war Anfang 1985 in eine Auseinandersetzung mit den Reifenlieferanten geraten und hatte für die ersten drei Rennen des Jahres 1985 keine Reifen erhalten, sodass das Team die Rennen hatte auslassen müssen. Für einen kolportierten Betrag von 200.000 US-$ übertrug Wickham daraufhin die Rechte aus seinem Vertrag mit Pirelli an Benetton, den Sponsor des Teams, der sie unverzüglich an Toleman weiterleitete. Spirit trat daraufhin nicht mehr in der Formel 1 an.
John Wickham versuchte noch, für die Nordamerika-Rennen einen Reifenvertrag mit Goodyear auszuhandeln; das ließ sich allerdings nicht verwirklichen. Auch ein Neustart im Jahr 1986 kam nicht zustande; hier blieb es bei einer entsprechenden Presseerklärung. Spirit Racing betrieb daraufhin zwischen 1985 und 1987 einen Reparaturbetrieb für Autos.
Mauro Baldi fand 1985 kein weiteres Cockpit in der Formel 1. Er verhandelte im Laufe des Sommers mit dem Schweizer Formel-3000-Team Ekström Racing, das für 1986 den Aufstieg in die Formel 1 plante. Baldi war bereit, erhebliche Sponsorgelder für das Projekt zur Verfügung zu stellen; letzten Endes scheiterte das Vorhaben aber frühzeitig.

## Spirit in der Formel 3000
1988 versuchte das Unternehmen einen Neuanfang im Rennsport. John Wickham stellte einen Rennstall auf die Beine, der 1988 in der Formel 3000 antrat. Das Team nannte sich Spirit Tom’s Racing und setzte einen Reynard 88D für Bertrand Gachot ein. Gachot konnte insgesamt 21 Meisterschaftspunkte einfahren und schloss das Jahr als Fünfter ab. Mit zunehmenden Erfolgen des Teams kamen auch Gerüchte über einen Wiedereinstieg in die Formel 1 auf. Sie blieben aber bloße Gedankenspiele; substanzielle Planungen hierzu gab es nicht.
Stattdessen veränderte sich die Unternehmensstruktur Ende 1988 erheblich. Der Brite Steve Kempton, der 1988 einzelne Rennen für Spirit Motorsport gefahren war, übernahm das nach einigen finanziellen Winkelzügen. John Wickham verließ sein Unternehmen und ließ sich bei dem japanischen Footwork-Team anstellen, für das er für die Saison 1989 einen Rennstall für die europäische Formel 3000 aufbaute.
Spirit Racing trat 1989 nicht mehr in der Formel-3000-Europameisterschaft an, sondern meldete nur noch ein Fahrzeug – den bereits im Vorjahr verwendeten Reynard 88D – für Roland Ratzenberger in der Britischen Formel-3000-Meisterschaft, einer neu geschaffenen regionalen Rennserie. Am Ende dieser Saison schloss der Rennstall endgültig seine Tore.

## Zahlen und Daten

### Statistik in der Formel 1
Stand: Saisonende 1985
| Saison | Teamname                | Chassis     | Motor                 | Reifen | Grand Prix | Siege | Zweiter | Dritter | Poles | schn. Runden | Punkte | WM-Rang |
| ------ | ----------------------- | ----------- | --------------------- | ------ | ---------- | ----- | ------- | ------- | ----- | ------------ | ------ | ------- |
| 1983   | Spirit Racing           | Spirit 201C | Honda RA163-E 1.5 V6t | G      | 6          |       |         |         |       |              | –      | –       |
| 1984   | Spirit Racing           | Spirit 101B | Hart 415 R4t          | P      | 14         |       |         |         |       |              | –      | –       |
| 1984   | Spirit Racing           | Spirit 101C | Cosworth DFV V8       | P      | 0          |       |         |         |       |              | –      | –       |
| 1985   | Spirit Enterprises Ltd. | Spirit 101D | Hart 415 R4t          | P      | 3          |       |         |         |       |              | –      | –       |

### Alle Fahrer in der Formel-1-Weltmeisterschaft
Stand: Saisonende 1985
| Name              | Jahre     | Grand Prix | Punkte | Siege | Zweiter | Dritter | Poles | SR | beste WM-Pos. |
| ----------------- | --------- | ---------- | ------ | ----- | ------- | ------- | ----- | -- | ------------- |
| Mauro Baldi       | 1984–1985 | 10         | –      | –     | –       | –       | –     | –  | –             |
| Huub Rothengatter | 1984      | 7          | –      | –     | –       | –       | –     | –  | –             |
| Stefan Johansson  | 1983      | 6          | –      | –     | –       | –       | –     | –  | –             |

### Rennergebnisse bei Läufen der Formel-1-Weltmeisterschaft
| Saison | Fahrer          | Nr. | 1   | 2   | 3   | 4 | 5   | 6   | 7  | 8   | 9   | 10  | 11 | 12 | 13  | 14 | 15 | 16 | Punkte | Rang |
| ------ | --------------- | --- | --- | --- | --- | - | --- | --- | -- | --- | --- | --- | -- | -- | --- | -- | -- | -- | ------ | ---- |
| 1983   |                 |     |     |     |     |   |     |     |    |     |     |     |    |    |     |    |    |    | 0      | —    |
| 1983   | S. Johansson    | 40  |     |     |     |   |     |     |    |     | DNF | DNF | 12 | 7  | DNF | 14 |    |    | 0      | —    |
| 1984   |                 |     |     |     |     |   |     |     |    |     |     |     |    |    |     |    |    |    | 0      | —    |
| 1984   | M. Baldi        | 21  | DNF | 8   | DNF | 8 | DNF | DNQ |    |     |     |     |    |    |     |    | 8  | 15 | 0      | —    |
| 1984   | H. Rothengatter | 21  |     |     |     |   |     |     | NC | DNQ | DNF | NC  | 9  | NC | DNF | 8  |    |    | 0      | —    |
| 1985   |                 |     |     |     |     |   |     |     |    |     |     |     |    |    |     |    |    |    | 0      | —    |
| 1985   | M. Baldi        | 21  | DNF | DNF | DNF |   |     |     |    |     |     |     |    |    |     |    |    |    | 0      | —    |